# Zbójna
Zbójna is een dorp in het Poolse woiwodschap Podlachië, in het district Łomżyński. De plaats maakt deel uit van de gemeente Zbójna.